# 앤 비알리치나
안나 세르게예브나 "앤" 비알리치나(러시아어: Анна Сергеевна Вьялицына, 영어: Anna Sergeyevna "Anne" Vyalitsyna, 1986년 3월 19일 ~ )는 러시아계 미국의 모델이다. 앤 브이(영어: Anne V)로도 불리고 있다. 스포츠 일러스트레이티드(Sports Illustrated Swimsuit Issue)에 10년 연속으로 출연한 모델로 가장 잘 알려져 있다.

## 성장 과정
비알리치나는 소련 러시아 SFSR 고리키에서 태어났다. 그녀의 부모는 모두 의사로, 아버지는 축구협회팀의 담당 의사이고, 어머니는 소아과 의사이다. 상트페테르부르크에서 새로운 얼굴을 찾고 있었던 MTV의 《Fashionably Loud Europe》에서의 그녀를 보고 모델 에이전시 IMG에 스카우트되었고, 15세에 전문 모델링 경력을 시작했다.
그녀는 대회에 참가하여, IMG 및 MTV가 후원하는 대회에서 우승한 후 뉴욕으로 이주했다.
그녀는 2013년 11월 16일에 미국 국적을 얻게 되었다.

## 경력

### 모델링
대회 우승 후 6개월 안에 비알리치나는 안나 몰리나리, 끌로에와 스포츠맥스 광고 캠페인에 출연했다. 그녀는 보그, 엘르, 글래머의 표지에 출연했다.
2005년 스포츠 일러스트레이티드로 데뷔했으며, 2014년까지 매년 등장했다.
비알리치나는 시아치 첸, 샤넬, 프라다, 루이비통, 돌체앤가바나, 로베르토 카발리, 미우미우, 끌로에, 지방시와 같은 패션 런웨이를 섰다. 그녀는 또한 2008, 2010, 2011년에 빅토리아 시크릿 패션 쇼에도 섰다. 그녀는 2011년 켈란 루츠와 함께 Dylan George & Co. 와 Abbot + Main 의류 캠페인에 출연했다.
그녀는 다이하드 프랜차이즈의 다섯 번째 편인 다이하드: 굿 데이 투 다이에서 카메오로 출연했다.

## 사생활
2009년 비알리치나는 뉴욕마라톤(ING New York City Marathon)을 완료했다. 그녀는 Achilles International 경주를 통해 장애인 운동선수를 지도하기 위해 자원했으며, 실시간으로 경주에 대해 트윗했다.
비알리치나는 마룬 5의 리드 보컬인 애덤 리바인과 데이트했으며, 2011년 11월 보그 러시아판 표지에 함께 출연했다. 두 사람은 2012년 3월에 결별했다.
2015년 3월 19일, 비알리치나는 남자친구 애덤 카한과의 사이에 자신의 첫 아이를 임신했다고 발표했다.
그들은 2015년 6월 25일 딸 알래스카를 출산하였고, 아이의 이름에 대해서 알래스카가 "미국과 러시아가 만나는 곳"이기 때문에 이 이름이 선택되었다고 말했다. 2016년 6월 5일, 두 사람은 약혼하였다.

## 출연 작품

### 영화
| 연도 | 제목                      | 역할   | 비고 |
| ---- | ------------------------- | ------ | ---- |
| 2013 | 다이하드: 굿 데이 투 다이 | 카메오 |      |
| 2014 | 룰라비                    | 브룩   |      |

### 텔레비전
| 연도 | 제목      | 역할        | 비고   |
| ---- | --------- | ----------- | ------ |
| 2014 | 더 페이스 | 자신 / 코치 | 시즌 2 |

### 웹 시리즈
| 연도 | 제목                     | 역할 | 비고                                 |
| ---- | ------------------------ | ---- | ------------------------------------ |
| 2010 | Palm Trees & Power Lines | 자신 | 에피소드: "Part 2"; cameo appearance |

### 뮤직비디오
| 연도 | 제목                                | 가수            |
| ---- | ----------------------------------- | --------------- |
| 2004 | "Out Is Through" (Version 2)        | 앨라니스 모리셋 |
| 2010 | "Misery" (Original and UK versions) | 마룬 5          |
| 2011 | "Never Gonna Leave This Bed"        | 마룬 5          |